# 米歇尔·唐兰
（1984年4月8日—） 是英国政治人物。

## 早年经历
1999年，唐兰十五岁时参加了在布莱克浦举办的保守党年会并发表演讲， 称自己六岁时就立下从政之志了。 并被授予约克大学历史和政治学文学士学位。 在大学期间，唐兰加入了约克学生电视频道。

## 事业
进入国会前，唐兰在《美麗佳人》杂志和世界摔角娛樂从事营销工作。 2010年，唐兰作为保守党候选人在工党安全选区溫特沃思和德恩選區对阵工党议员約翰·希利，不敌。
在2022年英國政府危機中，她就任教育大臣不足36小時便辭職，破了英國閣員在任時間最短的紀錄。

## 个人生活
唐兰是虔诚的基督徒。